# Kangru (Kiili)
Kangru – miasteczko w Estonii, w prowincji Harju, w gminie Kiili.